# DEF CON

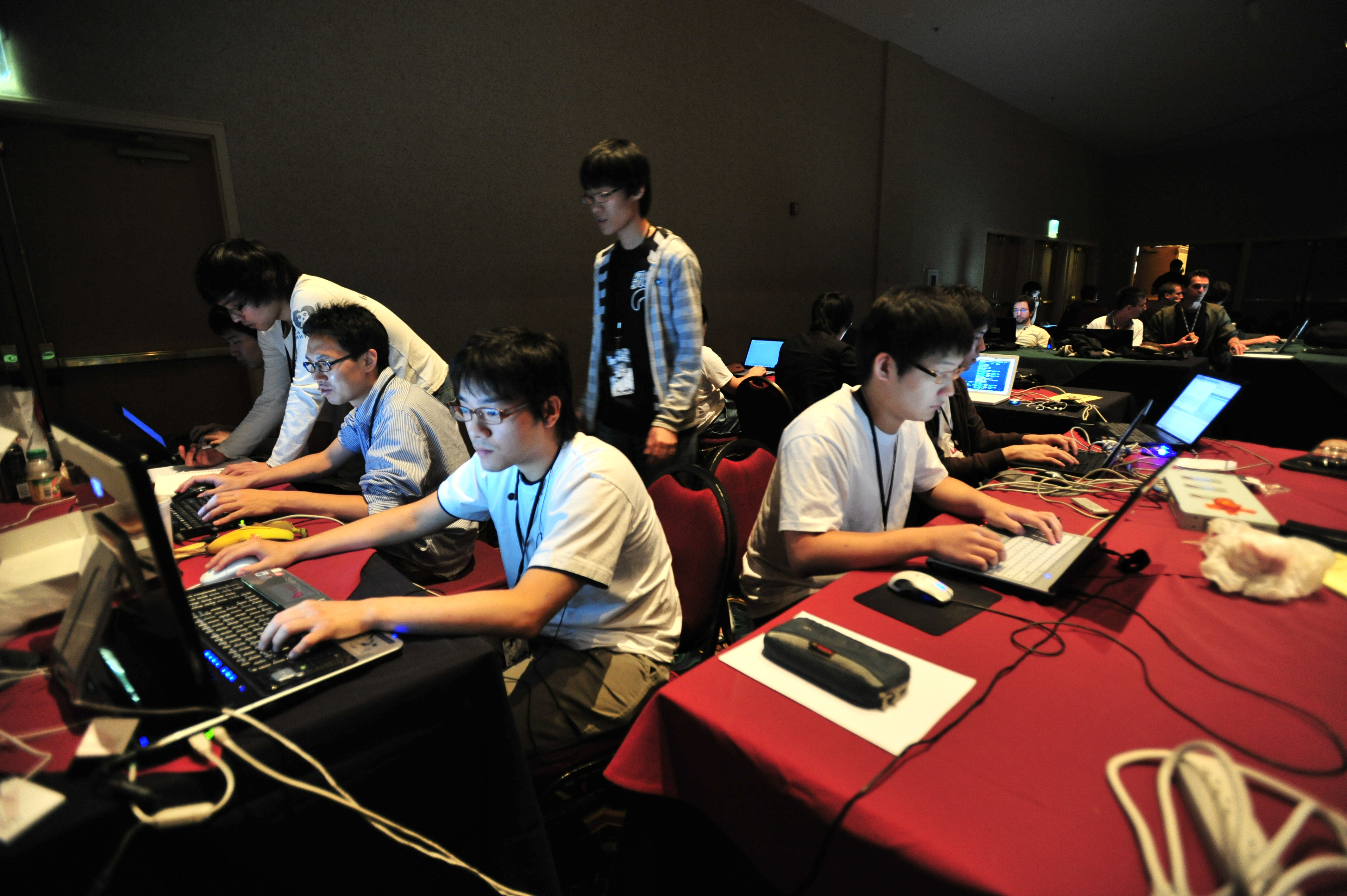
Un equipo participando en una competición CTF, en DEFCON 17.

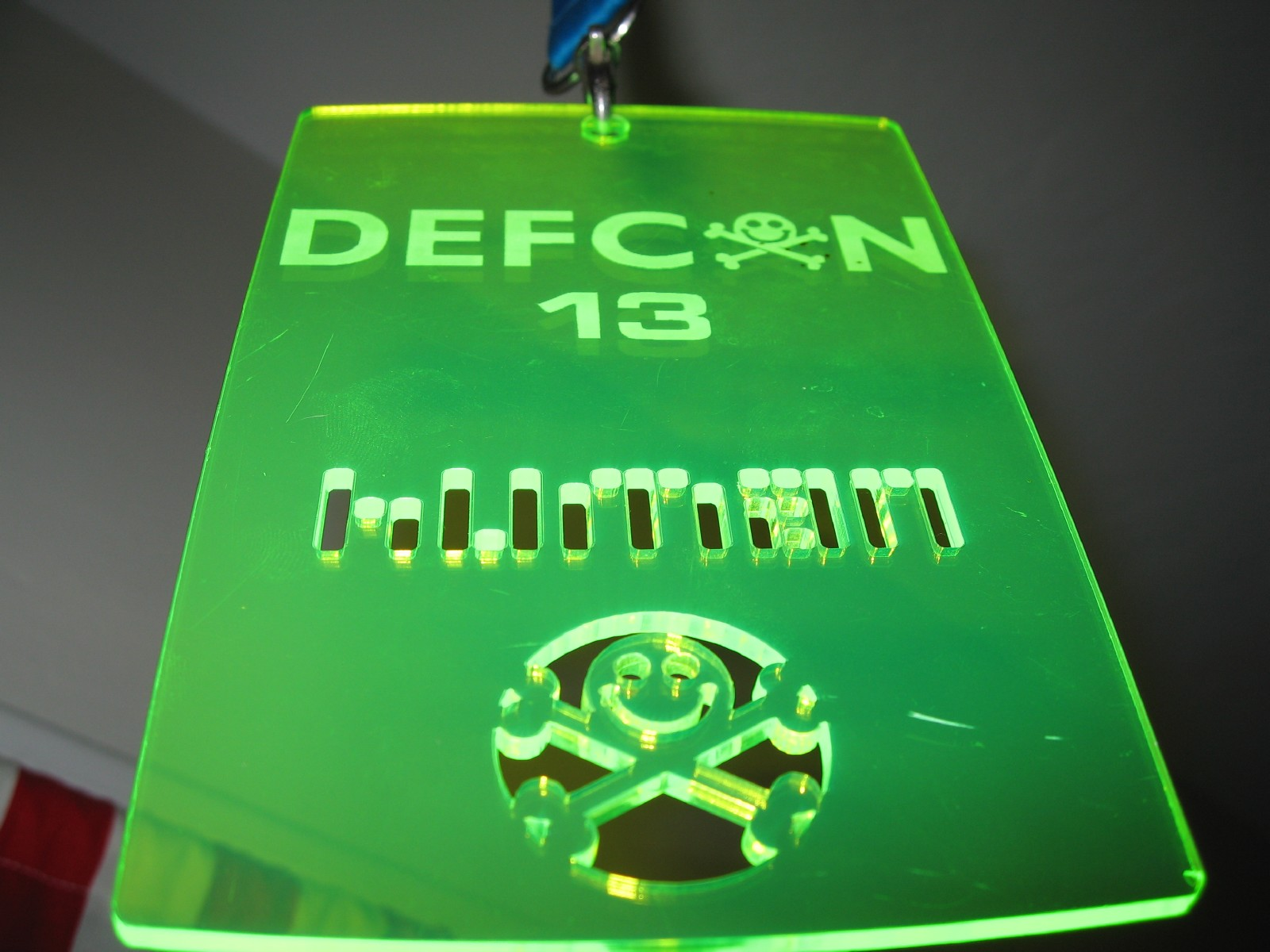
Insignia del DEFCON 13.

DEF CON (también escrito como DEFCON o Defcon) es una de las convenciones de hackers más antiguas, fundada por Jeff Moss en 1993. En la primera convención de este estilo, Dan Farmer, un experto de seguridad UNIX, presentó S.A.T.A.N, una herramienta de ciberseguridad. En cuanto al lugar de encuentro, se lleva a cabo generalmente en la última semana del mes de julio o la primera semana de agosto en los Estados Unidos en la ciudad de Las Vegas.

## Historia
El fundador de las conferencias fue Jeff Moss. La primera reunión de DEF CON tuvo lugar en Las Vegas, en junio de 1993.
Los Def Con Goons organizan y controlan el evento. La mayoría de los asistentes son profesionales de la seguridad informática, crackers, y hackers con intereses comunes como la programación, las computadoras y la seguridad.

## Sucesos notables

### 2001
El 16 de julio de 2001, el programador ruso Dmitry Sklyarov fue arrestado al día siguiente del DEF CON por escribir un software para descifrar el formato de libros electrónicos de Adobe.

### 2005
El 31 de julio de 2005, Cisco utiliza amenazas legales para suprimir la presentación de Mike Lynn en el DEF CON por descubrir fallos de seguridad  en el Cisco IOS utilizado en los routers.

### 2010
En 2010 tuvo lugar la DEF CON 18, con una asistencia superior a 10 000 personas.[cita requerida]